# Shéhérazade (Supervielle)
Pour les articles homonymes, voir Shéhérazade (homonymie).
Shéhérazade est une comédie de Jules Supervielle créée en juillet 1948 au Festival d'Avignon et au théâtre Édouard VII par Jean Vilar avec Silvia Monfort (Shéhérazde), Jean Davy (Shariar), Michel Vitold (Shazénian), Françoise Spira (Dinharzade), Robert Hirsch (chef des eunuques). Musique: Georges Delerue. La pièce reçoit en 1949 le prix des Critiques.

## Argument
Comment la jeune sultane Shéhérazade use de son talent de conteuse pour reculer de jour en jour, une mort certaine. Shariar, sultan tout-puissant, accueille son frère Shazenian, laid, gauche, de retour de voyage. Pressé de livrer son secret, il refuse. Il ne se confiera qu'à un être pur, Shéhérazade, fille du grand vizir : sa tristesse est bien explicable, il a été trompé par sa femme...
Jules Supervielle accorde toute son attention au mythe littéraire de Shéhérazade à la diffusion et à la visibilité duquel il a ainsi contribué. : «La témérité de Shéhérazade qui ne compte que sur les délices de son imagination pour sauver les filles de son pays, la dureté d'un sultan qui ne veut être trompé qu'une fois pour toutes, la gaucherie d'un petit monarque montagnard, l'inépuisable amitié d'une sœur pour l'autre sœur, deux frères qui s'aiment bien, mais se détestent encore davantage, et l'amour qui s'amuse avec ces quatre cœurs, piquant tantôt l'un, tantôt l'autre, quand il ne se plante pas tout d'un coup dans l'un d'eux comme un poignard : c'est la tendresse et la colère des Mille et Une Nuits, le sérail bourdonnant de baisers et de menaces, le rire qui console de tous les malheurs...» 

## Critique
"Shéhérazade, c'est la petite flamme qui ne laisse pas de cendres. Elle s'offre à l'amour et à la mort, et elle gagne : Shariar enchanté vogue dans le lit de soie ; le passage matinal du bourreau n'est plus qu'une formalité. D'ailleurs ce bourreau finira par être changé en tortue.
Il n'est point de théâtre sans poésie et sans humour, et la comédie de M. Jules Supervielle est tout humour et poésie, - une poésie fraîche, ruisselante, qui retombe sur nous dans un bruissement de source et de soie. Et sur ce jaillissement irisé le comique, en la personne du chef des eunuques, danse comme un œuf sur un jet d'eau.[...] Tous les comédiens sont de plain-pied avec la féerie. Mlle Silvia Monfort est animée de cette pureté qu'elle laissait déjà paraître dans le drame de Büchner ; Mlle Spira est une Dinarzade tendrement enfantine, tout en larmes ; M. Davy, un beau sultan gui, un soir sur deux, va couper allègrement des têtes pour se dédommager de Danton ; M. Michel Vitold est niais avec beaucoup de finesse ; M. Hirsch, en chef des eunuques, est onctueux, soufflé, savoureux, comestible, une crème fouettée à la pistache. Les costumes de Pignon sont pleins de fantaisie et d'éclat. Jean Vilar a ordonné ce concert dont la partie de Darius Milhaud n'est pas la moins ravissante." (Le Monde, 20 juillet 1948)

## Adaptation cinématographique
En 1971 le réalisateur Pierre Badel tourne le téléfilm Shéhérazade avec Claude Jade (Shéhérazade), Pierre Michael (Shariar), Alain Mottet, Anicée Alvina et autres